# جورو جرانث صاحب

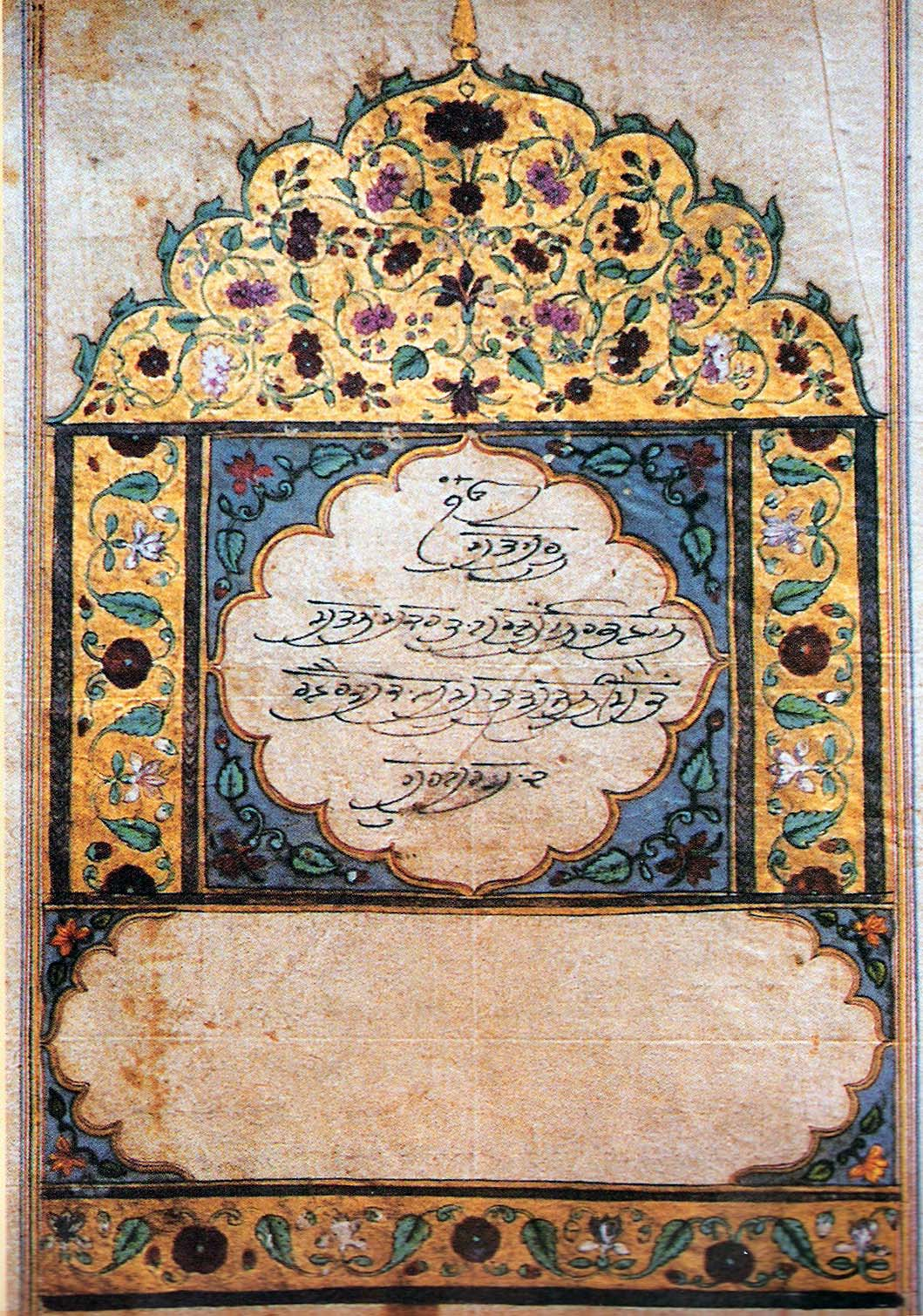
ورقة غورو جرانث المطوية المضيئة بنيسان(تعويذة مول (Mul Mantra)) لـغورو جوبيند سينج (Guru Gobind Singh). مجموعة من تخت سري هارميندير صاحب (Takht Sri Harmandir Sahib)، حق بانتا

جورو جرانث صاحب (Guru Granth Sahib) أو أدي جرانث هو كتاب مقدس في السيخية. وهو نص أنجس (Angs) ضخم يعود تاريخه لعام 1430، تم تجميعه وتأليفه في عهد الغورو السيخ (Sikh gurus)، من عام 1469 حتى 1708. وهو عبارة عن مجموعة من تراتيل (شابدا (shabda)) أو باني (baani) توضح صفات الإله وطريقة تأمل العبد في اسم الإله.
غورو جوبيند سينج (1666–1708)، المعلم العاشر، المؤكد على النص المقدس لـأدي جرانث كخليفته، الذي ارتقى إلى جورو جرانث صاحب. يظل هذا النص هو الكتاب المقدس والذي يحتوى على تعاليم غورو العشر. ويعد دور أدي جرانث، كمصدر للصلاة أو مرشد لها، محوريًا في السيخية.
كان غورو السيخي الخامس هو أول من صنف أدي جرانث، جورو أرجان ديف (Guru Arjan Dev) (من 1563 إلى 1606)، من أول المعلمين السخيين الخمسة والرهبان العظماء الآخرين أو البهاجات من بينهم أصحاب العقيدة الهندوسية والإسلامية. بعد اندثار غورو السيخي العاشر، أعد بابا ديب سينغ (Baba Deep Singh) نسخًا عديدة لنشرها.
وهي مكتوبة في النص الجورموخي (Gurmukhī script)، بمزيج من اللهجات المختلفة، بما في ذلك، اللاهندية (Lehndi) والبنجابية ولغة برجية وخاريبولي (Khariboli) والسنسكريتية والفارسية - وفي كثير من الأحيان اتحدت تحت عنوان عام من سانت باهاشا.